# 박상우 (프로게이머)
박상우(朴相宇, 1989년 1월 2일 ~ )는 대한민국의 전직 스타크래프트 프로게이머이다. Seiya[gm]라는 아이디를 사용하며, 종족은 테란이다. 웅진 스타즈 소속이었다.
2007년 상반기 드래프트에서 이스트로의 1차 지명으로 입단했다.
입단초기에는 2군에서 활약했으나, 신한은행 프로리그 08-09 시즌에서 출전기회를 잡으며 뛰어난 생산력을 바탕으로 한 다수의 물량적 플레이로 승기를 자주 거두어 팀내 에이스카드인 신희승 다음으로 새로운 카드로 성장했으나, 속도와 타이밍 그리고 센스부족이 약점으로 다가가서 5할의 성적으로 마감하게 되었다.
그러나, 신한은행 프로리그 09-10 시즌이 시작하면서, 약간 기량이 떨어진 신트리오와 달리 엄청난 기량을 보여주며 현재 프로리그에서 60%이상의 승률을 보여주며 이스트로의 확실한 에이스카드로 성장했다.
2010년 10월 이스트로의 해체로 이스트로 선수단 공개 드래프트를 통해 웅진 스타즈에 영입되었다. 그러나 이전과는 달리 서서히 프로토스전이 무너지기 시작하더니 급기야 전체적으로 부진한 모습을 보이기 시작했다.
2011년 8월 마지막 서바이버 토너먼트 김경모선수와의 경기에서 진 후 은퇴를 선언하였다. 그는 프로리그 통산 99승, 공식전 115승 131패의 성적을 기록했다. 여담으로, 이영호의 테란전 22연승을 끊은 적도 있었다.
2012년 3월 6일, 의정부의 306보충대로 입대하였고 현재는 전역했다.

## 對프로토스전 12연승
박상우는 매우 강한 프로토스전 실력을 가지고 있었다. 그는 메딕의 옵티컬 플레어를 이용해 옵저버의 디텍터 능력을 제거한 뒤 벌쳐의 스파이더 마인으로 프로토스의 병력을 제거하는 전략을 사용하는 독특한 방식을 사용하여 이슈가 되었다. 2009년 6월 박정석을 시작으로 2010년 1월 허영무에게 승리한 것까지 12연승을 하여 강력한 모습을 보여주었다. 그러나 웅진 스타즈로 이적한 뒤에는 오히려 프로토스전 실력이 떨어지고 대신 못하던 저그전 실력이 상승하고 있다. 13연승을 저지한 선수는 송병구이다.
- 2010-01-30 신한은행 프로리그 09~10 3R 삼성전자 vs 이스트로 6세트 박상우 VS 허영무 In Match Point

- 2010-01-27 신한은행 프로리그 09~10 3R 이스트로 vs 공군 5세트 박상우 VS 박정석 In Match Point

- 2010-01-05 신한은행 프로리그 09~10 2R 이스트로 vs CJ 1세트 박상우 VS 손재범 In 신 용오름

- 2009-12-20 신한은행 프로리그 09~10 2R 삼성전자 vs 이스트로 3세트 박상우 VS 허영무 In 투혼

- 2009-12-07 신한은행 프로리그 09~10 2R 이스트로 vs 공군 4세트 박상우 VS 오영종 In Match Point

- 2009-11-23 신한은행 프로리그 09~10 1R 이스트로 vs 화승 3세트 박상우 VS 임원기 In 투혼

- 2009-11-11 신한은행 프로리그 09~10 1R 웅진 vs 이스트로 1세트 박상우 VS 김승현 In Match Point

- 2009-11-01 신한은행 프로리그 09~10 1R 이스트로 vs 삼성전자 3세트 박상우 VS 임태규 In Match Point

- 2009-10-24 신한은행 프로리그 09~10 1R STX vs 이스트로 2세트 박상우 VS 김구현 In 투혼

- 2009-10-19 신한은행 프로리그 09~10 1R 이스트로 vs CJ 4세트 박상우 VS 진영화 In 투혼

- 2009-06-13 신한은행 프로리그 08~09 5R 이스트로 vs 화승 4세트 박상우 VS 노영훈 In Neo Medusa

- 2009-06-08 신한은행 프로리그 08~09 5R 공군 vs 이스트로 2세트 박상우 VS 박정석 In 황혼의 그림자

## 對저그전 11연패
강력한 대 프로토스전과는 달리 대 저그전에서는 부진을 면치 못하고 공식전 11연패(비공식전 포함 13연패) 기록을 세웠다. 그러나 웅진 스타즈 이적 후에는 저그전이 강해지고, 잘하던 프로토스전이 무너져 버렸다.
- 2010-10-16 신한은행 프로리그 10-11 1라운드 공군 vs 웅진 4세트 이카루스 박상우 대 홍진호 (승) → 저그전 연패 마감

- 2010-08-05 WCG 2010 대표선발전 24강 2경기 폴라리스 랩소디 박상우 대 한상봉 (패)

- 2010-08-05 WCG 2010 대표선발전 24강 1경기 그랜드 라인 SE 박상우 대 한상봉 (패)

- 2010-07-02 대한항공 스타리그 2010 시즌2 36강 G조 2차전 2경기 비상-드림라이너 박상우 대 김명운 (패)

- 2010-07-02 대한항공 스타리그 2010 시즌2 36강 G조 2차전 1경기 태풍의 눈 박상우 대 김명운 (패)

- 2010-06-29 신한은행 프로리그 09-10 5라운드 STX vs 이스트로 4세트 투혼 박상우 대 김현우 (패)

- 2010-06-20 신한은행 프로리그 09-10 5라운드 이스트로 vs 화승 1세트 투혼 박상우 대 이제동 (패)

- 2010-05-24 신한은행 프로리그 09-10 4라운드 웅진 vs 이스트로 2세트 로드런너 박상우 대 한상봉 (패)

- 2010-05-11 신한은행 프로리그 09-10 4라운드 이스트로 vs SKT 2세트 폴라리스 랩소디 박상우 대 박재혁 (패)

- 2010-03-02 신한은행 위너스리그 2010 09-10 3라운드 이스트로 vs STX 6세트 심판의 날 박상우 대 김윤환 (패)

- 2010-02-18 MSL 19회 서바이버 토너먼트 3조 2경기 투혼 박상우 대 박성준 (패)

- 2010-02-17 대한항공 스타리그 2010 시즌1 36강 C조 1차전 2경기 투혼 박상우 대 배병우 (패)

- 2010-02-17 대한항공 스타리그 2010 시즌1 36강 C조 1차전 1경기 그레이트 배리어 리프 박상우 대 배병우 (패)

- 2010-02-07 신한은행 위너스리그 09-10 3라운드 화승 vs 이스트로 5세트 2010 심판의 날 박상우 대 이제동 (패) → 저그전 연패 시작

## 주요 선수들과의 전적
박상우가 신한은행 프로리그 10-11을 끝으로 은퇴를 했기에, 이 전적들은 이젠 기록으로만 남으며 무변(無變)이다.

#### 이영호
영구제명된 이전 팀동료 신희승이 이영호에게 강했던 모습과는 달리, 박상우는 이영호에게 매우 약한 모습을 보였었다. 한때는 그의 테테전 22연승을 끊은 적도 있었지만, 일방적으로 상대전적에서 크게 밀려 있다. 3:11로 밀리는데, 박상우가 갑자기 은퇴하면서 이제 둘은 더이상은 만날 기회가 없다.
- 2007-12-24 신한은행 프로리그 2007 후기리그 2라운드 KTF vs 이스트로 2세트 파이썬 이영호 승

- 2009-02-18 신한은행 프로리그 08-09 3라운드 KTF vs 이스트로 5세트 콜로세움 2 이영호 승

- 2009-10-10 신한은행 프로리그 09-10 1라운드 KT vs 이스트로 3세트 투혼 이영호 승

- 2010-01-10 신한은행 프로리그 09-10 2라운드 이스트로 vs KT 3세트 매치 포인트 박상우 승

- 2010-06-23 신한은행 프로리그 09-10 5라운드 KT vs 이스트로 2세트 그랜드 라인 SE 이영호 승

- 2010-06-23 신한은행 프로리그 09-10 5라운드 KT vs 이스트로 5세트 매치 포인트 박상우 승

- 2010-12-19 신한은행 프로리그 10-11 2라운드 웅진 vs KT 4세트 이카루스 이영호 승

- 2011-01-26 신한은행 프로리그 10-11 3라운드 KT vs 웅진 5세트 이카루스 이영호 승

- 2011-04-30 ABC마트 MSL 2011 16강 H조 1경기 단테스피크 SE 이영호 승

- 2011-05-05 ABC마트 MSL 2011 16강 H조 2경기 서킷 브레이커 박상우 승

- 2011-05-05 ABC마트 MSL 2011 16강 H조 3경기 라만차 이영호 승

- 2011-05-15 신한은행 프로리그 10-11 5라운드 KT vs 웅진 4세트 서킷 브레이커 이영호 승

- 2011-07-17 신한은행 프로리그 10-11 준플레이오프 2차전 KT vs 웅진 5세트 포트리스 SE 이영호 승

- 2011-07-19 신한은행 프로리그 10-11 준플레이오프 3차전 KT vs 웅진 3세트 서킷 브레이커 이영호 승

#### 이재호
이재호에게는 예전부터 매우 약했다. 상대전적에서 0:4로 끌려다니다가 신한은행 프로리그 10-11 3라운드에서야 비로소 전패를 끊었다. 상대전적은 1:4로 밀린다. 한때는 같은 팀이 되기도 했으나 박상우가 은퇴해서 이제 둘은 더는 만날 일이 없다.
- 2008-08-23 15차 MSL 서바이버 토너먼트 12조 1경기 아테나 이재호 승

- 2008-11-16 신한은행 프로리그 08-09 1라운드 MBC게임 vs 이스트로 4세트 추풍령 이재호 승

- 2009-03-01 신한은행 프로리그 08-09 3라운드 MBC게임 vs 이스트로 6세트 신 추풍령 이재호 승

- 2010-03-08 신한은행 프로리그 09-10 3라운드 이스트로 vs MBC게임 5세트 신 용오름 이재호 승

- 2011-01-09 신한은행 프로리그 10-11 3라운드 MBC게임 vs 웅진 1세트 태양의 제국 박상우 승

#### 염보성
그러나 염보성에게는 천적이다. 이재호와는 반대로 상대전적에서 4:0으로 무패였다가, 신한은행 프로리그 09-10 4라운드에서 전승이 끊겼다. 상대전적은 4:1로 우세. 박상우가 은퇴해서 이것은 기록으로 남아있다.
- 2008-11-16 신한은행 프로리그 08-09 1라운드 MBC게임 vs 이스트로 5세트 데스티네이션 박상우 승

- 2009-03-01 신한은행 프로리그 08-09 3라운드 MBC게임 vs 이스트로 4세트 러시아워 3 박상우 승

- 2009-06-29 신한은행 프로리그 08-09 5라운드 MBC게임 vs 이스트로 1세트 황혼의 그림자 박상우 승

- 2009-11-04 신한은행 프로리그 09-10 1라운드 이스트로 vs MBC게임 3세트 문글레이브 박상우 승

- 2010-04-12 신한은행 프로리그 09-10 4라운드 이스트로 vs MBC게임 5세트 심판의 날 염보성 승

#### 민찬기
민찬기에게도 천적이다. 상대전적은 3:0 무패. 박상우가 은퇴하면서 이것은 기록으로 남아있다.
- 2009-11-08 신한은행 프로리그 09-10 1라운드 이스트로 vs 공군 1세트 용오름 박상우 승

- 2009-12-07 신한은행 프로리그 09-10 2라운드 공군 vs 이스트로 5세트 신 용오름 박상우 승

- 2010-01-27 신한은행 프로리그 09-10 3라운드 공군 vs 이스트로 6세트 신 용오름 박상우 승

#### 박지수
박지수에게는 약세였다. 0:3으로 끌려다니다가 전패를 끊으며 1:3이 되었다. 박상우와 박지수 둘 다 은퇴해서 만날 일이 없다.
- 2009-04-15 신한은행 프로리그 08-09 4라운드 이스트로 vs KTF 4세트 단장의 능선 박지수 승

- 2010-02-10 신한은행 프로리그 09-10 3라운드 이스트로 vs KT 3세트 신 용오름 박지수 승

- 2010-05-19 신한은행 프로리그 09-10 4라운드 KT vs 이스트로 5세트 그랜드라인 박지수 승

- 2010-11-10 신한은행 프로리그 10-11 1라운드 KT vs 웅진 3세트 서킷 브레이커 박상우 승

#### 고석현
이스트로 시절 저그전에 꽤나 약했던 박상우지만, 웅진 이적 뒤에는 그래도 나아졌다. 박상우에게 약한 저그는 고석현이 대표적인데, 3:1로 앞서 있다. MSL 서바이버 토너먼트에서 고석현만 두번 잡고 MSL에 진출한 적도 있다. 박상우는 은퇴, 고석현은 스타2 전향으로 이제 둘다 만날 일이 없다.
- 2008-04-20 신한은행 프로리그 2008 1라운드 이스트로 vs MBC게임 1세트 카트리나 SE 고석현 승

- 2010-11-07 신한은행 프로리그 10-11 1라운드 웅진 vs MBC게임 2세트 포트리스 박상우 승

- 2010-11-18 피디팝 MSL 서바이버 토너먼트 5조 2경기 아즈텍 박상우 승

- 2010-11-18 피디팝 MSL 서바이버 토너먼트 5조 최종전 트라이애슬론 박상우 승

#### 조병세
테란전에 강자 조병세에게는 위의 고석현과 달리 상대전적이 반대다. 1:3으로 열세. 박상우가 은퇴하면서 다시 만날 일이 없다.
- 2008-12-24 신한은행 프로리그 08-09 2라운드 이스트로 vs CJ 2세트 데스티네이션 조병세 승

- 2009-05-30 신한은행 프로리그 08-09 5라운드 CJ vs 이스트로 3세트 데스티네이션 박상우 승

- 2010-01-24 신한은행 프로리그 09-10 3라운드 이스트로 vs CJ 4세트 네오 문글레이브 조병세 승

- 2011-04-23 신한은행 프로리그 10-11 5라운드 하이트 vs 웅진 5세트 서킷 브레이커 조병세 승

#### 도재욱
도재욱에게는 더 밀린다. 상대전적 1:6으로 크게 열세. 신한은행 프로리그 2008때 에이스결정전에서 도재욱이 승리한 이후 박상우가 도재욱전 6연패를 했다. 박상우의 돌연 은퇴로 이제 둘은 더 이상 만날 일이 없다.
- 2008-06-16 신한은행 프로리그 2008 2라운드 SKT vs 이스트로 4세트 카트리나 SE 박상우 승

- 2008-06-16 신한은행 프로리그 2008 2라운드 SKT vs 이스트로 5세트 폭풍의 언덕 도재욱 승

- 2008-12-29 신한은행 프로리그 08-09 2라운드 이스트로 vs SKT 5세트 안드로메다 도재욱 승

- 2009-05-19 신한은행 프로리그 08-09 4라운드 이스트로 vs SKT 1세트 네오 메두사 도재욱 승

- 2010-06-08 신한은행 프로리그 09-10 5라운드 SKT vs 이스트로 1세트 그랜드라인 SE 도재욱 승

- 2011-05-04 신한은행 프로리그 10-11 5라운드 웅진 vs SKT 6세트 라만차 도재욱 승

- 2011-06-07 신한은행 프로리그 10-11 6라운드 SKT vs 웅진 4세트 신 태양의 제국 도재욱 승

#### 김명운
이스트로 시절 저그전이 무척이나 약했던, 박상우는 여러 저그 선수들만 만나면 그야말로 속수무책 패배였고 연패까지 기록한 적이 있었는데, 그중 김명운에게는 전패를 기록할 정도로 매우 약했다. 그러나 웅진으로 이적한 뒤에는 김명운 덕인지 저그전 실력이 좋아졌고, 대신 프로토스전이 약해졌다. 상대전적 0:4로 천적관계. 신한은행 프로리그 10-11 시절에는 웅진에서 한솥밥을 먹기도 했으나, 박상우의 은퇴로 이제 둘은 더 이상 만날 일이 없다.
- 2008-11-29 신한은행 프로리그 08-09 2라운드 웅진 vs 이스트로 1세트 신 청풍명월 김명운 승

- 2008-12-18 2008 MSL 서바이버 토너먼트 시즌3 6조 2경기 비잔티움 2 김명운 승

- 2010-07-02 대한항공 스타리그 2010 시즌2 36강 G조 1차전 1경기 태풍의 눈 김명운 승

- 2010-07-02 대한항공 스타리그 2010 시즌2 36강 G조 1차전 2경기 비상 드림라이너 김명운 승

#### 이제동
이제동에게는 매우 약했다. 상대전적 0:3으로 열세인데, 박상우가 웅진으로 이적해서 저그전 실력이 상승한 뒤에도 박상우는 이제동만큼은 이기질 못하였다. 박상우의 은퇴로 이제 둘은 더 이상 만날 수가 없다.
- 2010-02-07 신한은행 프로리그 09-10 3라운드 화승 vs 이스트로 5세트 심판의 날 이제동 승

- 2010-06-20 신한은행 프로리그 09-10 5라운드 이스트로 vs 화승 1세트 투혼 이제동 승

- 2011-06-21 신한은행 프로리그 10-11 6라운드 화승 vs 웅진 1세트 서킷 브레이커 이제동 승

#### 송병구
이스트로 시절엔 프로토스전이 강력했던 박상우였지만, 송병구만큼은 그의 완전한 천적이었다. 웅진 이적 뒤에 강력하던 프로토스전이 무너져 버린 박상우는 송병구를 웅진에서도 완전히 이긴 적이 없고, 상대전적은 공식전만으로는 0:4, 비공식전까지 포함하면 0:5로 완전 열세. 송병구가 박상우의 프로토스전 연승을 끊은 적도 있었다. 박상우가 은퇴를 해서 더 이상 만날 일이 없다.
- 2010-01-30 신한은행 프로리그 09-10 3라운드 이스트로 vs 삼성전자 7세트 심판의 날 송병구 승

- 2010-06-05 신한은행 프로리그 09-10 5라운드 삼성전자 vs 이스트로 4세트 매치 포인트 송병구 승

- 2010-07-28 경남 STX컵 마스터즈 2010 9-10위전 삼성전자 vs 이스트로 3세트 그랜드라인 SE 송병구 승

- 2011-02-12 신한은행 프로리그 10-11 3라운드 웅진 vs 삼성전자 5세트 아즈텍 송병구 승

- 2011-05-02 신한은행 프로리그 10-11 5라운드 삼성전자 vs 웅진 3세트 신 태양의 제국 송병구 승

#### 허영무
허영무와는 위의 송병구보단 조금 사정이 낫다. 허영무에는 그래도 세차례나 승리하며 어느정도 강력한 모습을 보여주기도 했다. 상대전적은 3:3 동률. 박상우의 은퇴로 더 이상 두선수는 만날 기회가 없다.
- 2009-01-03 신한은행 프로리그 08-09 2라운드 이스트로 vs 삼성전자 4세트 콜로세움 2 허영무 승

- 2009-03-07 신한은행 프로리그 08-09 3라운드 삼성전자 vs 이스트로 6세트 콜로세움 2 허영무 승

- 2009-04-26 신한은행 프로리그 08-09 4라운드 이스트로 vs 삼성전자 2세트 네오 메두사 박상우 승

- 2009-12-20 신한은행 프로리그 09-10 2라운드 삼성전자 vs 이스트로 3세트 투혼 박상우 승

- 2010-01-30 신한은행 프로리그 09-10 3라운드 이스트로 vs 삼성전자 6세트 매치 포인트 박상우 승

- 2010-06-12 빅파일 MSL 서바이버 토너먼트 2010 8조 승자전 매치 포인트 허영무 승

#### 박성균
박성균과의 관계는 공식전만으로는 0:4, 비공식전까지 포함하여 0:5로 밀리기만 하다가, 4연승을 거두면서 상대전적을 공식전만으로는 4:4 타이, 비공식전까지 합하여 4:5로 만드는 데 성공했다. 박상우의 은퇴로 더 이상 둘은 만나지를 못한다.
- 2008-05-10 신한은행 프로리그 2008 1라운드 이스트로 vs 위메이드 1세트 블루스톰 박성균 승

- 2008-07-06 신한은행 프로리그 2008 2라운드 위메이드 vs 이스트로 5세트 오델로 박성균 승

- 2009-02-04 신한은행 프로리그 08-09 3라운드 위메이드 vs 이스트로 7세트 콜로세움 2 박성균 승

- 2009-08-03 경남 STX컵 마스터즈 2009 10-11위전 이스트로 vs 위메이드 3세트 황혼의 그림자 박성균 승

- 2009-11-29 신한은행 프로리그 09-10 1라운드 이스트로 vs 위메이드 3세트 용오름 박성균 승

- 2010-01-18 신한은행 프로리그 09-10 2라운드 위메이드 vs 이스트로 5세트 매치 포인트 박상우 승

- 2010-02-27 신한은행 프로리그 09-10 3라운드 이스트로 vs 위메이드 3세트 심판의 날 박상우 승

- 2010-04-17 신한은행 프로리그 09-10 4라운드 위메이드 vs 이스트로 1세트 매치 포인트 박상우 승

- 2011-02-15 신한은행 프로리그 10-11 3라운드 웅진 vs 위메이드 3세트 태양의 제국 박상우 승

#### 한상봉
한상봉과의 전적은 공식전만으로는 1:2 열세, 비공식전까지 포함하면 1:4로 열세다. 박상우가 웅진 스타즈로 이적하고 난 뒤의 경기에서 한상봉전 전패를 비로소 끊었다. 한상봉은 2011년 3월 임의탈퇴, 박상우도 2011년 8월 은퇴를 해서 둘 다 영구히 만날 기회가 없다.
- 2008-05-31 신한은행 프로리그 2008 2라운드 CJ vs 이스트로 2세트 오델로 한상봉 승

- 2010-05-24 신한은행 프로리그 09-10 4라운드 웅진 vs 이스트로 2세트 로드런너 한상봉 승

- 2010-08-05 WCG 2010 대표선발전 24강 1경기 그랜드라인 SE 한상봉 승

- 2010-08-05 WCG 2010 대표선발전 24강 2경기 폴라리스랩소디 한상봉 승

- 2010-12-08 신한은행 프로리그 10-11 2라운드 SKT vs 웅진 5세트 태양의 제국 박상우 승

#### 신노열
신노열과의 전적은 공식전만으로는 1:1 타이나, 비공식전까지 합치면 4:2로 강세다. 박상우의 은퇴로 이 전적은 변함이 없다.
- 2008-12-12 바투 스타리그 08-09 예선 A조 결승 1경기 메두사 박상우 승

- 2008-12-12 바투 스타리그 08-09 예선 A조 결승 2경기 러시아워 3 신노열 승

- 2008-12-12 바투 스타리그 08-09 예선 A조 결승 3경기 신 추풍령 박상우 승

- 2009-02-04 신한은행 프로리그 08-09 3라운드 위메이드 vs 이스트로 6세트 신 청풍명월 박상우 승

- 2009-07-08 신한은행 프로리그 08-09 5라운드 위메이드 vs 이스트로 2세트 신의 정원 신노열 승

- 2009-08-03 경남 STX컵 마스터즈 2009 10-11위전 이스트로 vs 위메이드 3세트 신의 정원 박상우 승

#### 김태훈
김태훈과의 전적은 공식전만으로는 2:0이나, 비공식전까지 합치면 5:2로 더 강하다. 박상우의 은퇴로 이 전적은 변함없다.
- 2009-05-06 신한은행 프로리그 08-09 4라운드 이스트로 vs MBC게임 1세트 단장의 능선 박상우 승

- 2009-09-29 2009 MSL 서바이버 토너먼트 시즌2 8조 4강 1경기 데스티네이션 김태훈 승

- 2009-09-29 2009 MSL 서바이버 토너먼트 시즌2 8조 4강 2경기 비잔티움 3 박상우 승

- 2009-09-29 2009 MSL 서바이버 토너먼트 시즌2 8조 4강 3경기 단장의 능선 김태훈 승

- 2009-12-23 신한은행 프로리그 09-10 2라운드 MBC게임 vs 이스트로 3세트 신 단장의 능선 박상우 승

- 2010-05-27 2010 MSL 서바이버 토너먼트 시즌2 25조 결승 1경기 투혼 박상우 승

- 2010-05-27 2010 MSL 서바이버 토너먼트 시즌2 25조 결승 2경기 오드아이 2 박상우 승

#### 장윤철
프로토스전이 이스트로에 있던 시절엔 강했던 박상우지만, 일부 약세를 보였던 선수들이 있었다. 웅진 스타즈 이적 이후에는 토스전이 약해졌는데, 그 이후로는 완전 약세였다. 장윤철에는 이스트로때도 약세였었다. 상대전적 공식전만으로는 2:4, 비공식전까지 합치면 2:5 더 열세. 박상우의 은퇴로 이 전적은 변함이 없다.
- 2010-04-25 신한은행 프로리그 09-10 4라운드 이스트로 vs CJ 4세트 폴라리스랩소디 장윤철 승

- 2010-05-30 신한은행 프로리그 09-10 5라운드 CJ vs 이스트로 2세트 폴라리스랩소디 장윤철 승

- 2010-06-11 대한항공 스타리그 2010 시즌2 오전조 36강 시드 와일드카드 8강 3경기 매치포인트 장윤철 승

- 2010-06-30 대한항공 스타리그 2010 시즌2 36강 G조 1차전 1경기 태풍의 눈 박상우 승

- 2010-06-30 대한항공 스타리그 2010 시즌2 36강 G조 1차전 2경기 비상 드림라이너 장윤철 승

- 2010-06-30 대한항공 스타리그 2010 시즌2 36강 G조 1차전 3경기 그랜드라인 SE 박상우 승

- 2011-01-30 신한은행 프로리그 10-11 3라운드 웅진 vs 하이트 1세트 태양의 제국 장윤철 승

#### 진영화
위의 장윤철에게 약했던 것과 달리, 진영화에게는 매우 강했다. 상대전적 공식전만으로는 2:1, 비공식전까지 합치면 5:2로 강했다. 박상우의 은퇴로 둘은 더이상은 만날 일이 없다. 진영화도 사실상 은퇴하면서 완전히 만날 일이 없어지게 되었다.
- 2007-12-27 2군 평가전 CJ vs 이스트로 2세트 몬티홀 SE 박상우 승

- 2008-12-12 바투 스타리그 2008 예선 A조 4강 1경기 신 추풍령 박상우 승

- 2008-12-12 바투 스타리그 2008 예선 A조 4강 2경기 메두사 진영화 승

- 2008-12-12 바투 스타리그 2008 예선 A조 4강 3경기 러시아워 3 박상우 승

- 2009-02-07 신한은행 프로리그 08-09 3라운드 CJ vs 이스트로 3세트 데스티네이션 박상우 승

- 2009-10-19 신한은행 프로리그 09-10 1라운드 CJ vs 이스트로 4세트 투혼 박상우 승

- 2011-02-28 신한은행 프로리그 10-11 4라운드 Hite vs 웅진 6세트 서킷 브레이커 진영화 승

#### 이성은
이성은에도 약했다. 상대전적 1:3 열세. 박상우의 은퇴로 둘은 이제 더는 만날 일이 없다. 또 이성은도 스타2 해설을 맞게 되면서 완전히 만날 일이 없어지게 되었다.
- 2008-10-27 신한은행 프로리그 08-09 1라운드 삼성전자 vs 이스트로 2세트 데스티네이션 이성은 승

- 2009-06-16 신한은행 프로리그 08-09 5라운드 삼성전자 vs 이스트로 2세트 데스티네이션 이성은 승

- 2010-01-30 신한은행 프로리그 09-10 3라운드 이스트로 vs 삼성전자 4세트 투혼 박상우 승

- 2011-05-17 신한은행 프로리그 10-11 5라운드 웅진 vs 공군 2세트 서킷 브레이커 이성은 승

#### 박세정
박세정에게도 약세였다. 상대전적이 공식전만으로는 1:2, 비공식전까지 합치면 2:6 열세다. 박상우는 2011년 8월 영구히 은퇴, 박세정은 2011년 11월 훈련소 입소로 만날 일이 영구히 없다.
- 2007-07-19 12차 MSL 서바이버 토너먼트 예선 21조 4강 1경기 몬티홀 박세정 승

- 2007-07-19 12차 MSL 서바이버 토너먼트 예선 21조 4강 2경기 데스페라도 박상우 승

- 2007-07-19 12차 MSL 서바이버 토너먼트 예선 21조 4강 3경기 파이썬 박세정 승

- 2007-08-20 2차 스타챌린지 2007 예선 4강 J조 1경기 몽환 박세정 승

- 2007-08-20 2차 스타챌린지 2007 예선 4강 J조 2경기 몬티홀 박세정 승

- 2008-12-06 신한은행 프로리그 08-09 2라운드 위메이드 vs 이스트로 1세트 데스티네이션 박세정 승

- 2010-06-26 신한은행 프로리그 09-10 5라운드 이스트로 vs 위메이드 3세트 폴라리 스랩소디 박세정 승

- 2011-04-26 신한은행 프로리그 10-11 5라운드 위메이드 vs 웅진 6세트 신 태양의 제국 박상우 승

## 수상 경력
- 2007년 2월 제28회 커리지매치 입상
- 2009년 1월 BATOO 스타리그 08~09 36강
- 2009년 10월 EVER 스타리그 2009 36강
- 2010년 2월 대한항공 스타리그 2010 시즌 1 36강
- 2010년 7월 대한항공 스타리그 2010 시즌2 36강
- 2010년 7월 빅파일 MSL 2010 32강
- 2010년 12월 피디팝 MSL 2010 32강
- 2011년 4월 ABC마트 MSL 2011 16강